# Monti del Selennjach
I Monti del Selennjach (in russo Селенняхский хребет?; in lingua sacha: Силээннээх) sono una catena montuosa che si trova nel territorio della Sacha (Jacuzia), in Russia. 
Il crinale si estende ad arco da nord-ovest a sud per circa 240 chilometri a nord del sistema dei Monti Čerskij, oltre la depressione della Moma e del Selennjach (Момо-Селенняхская впадина). L'altezza massima della catena arriva a 1 461 m. Ha origine da questi monti il fiume Čondon.
Il crinale è composto principalmente da gneiss, scisti, calcari cristallini, arenaria, siltiti con intrusioni di granito. Nelle valli fluviali sono presenti boschi di larice; sopra i 600 m c'è una stretta fascia di pre-tundra e arbusti di pino nano siberiano, ad altezze superiori tundra di montagna.